# エリヤ
エリヤ（ヘブライ語: אליהו, ギリシア語: Ηλίας, 英語: Elijah、エリア、イリア、イリヤとも表記される）は、旧約聖書に登場する預言者。「エリヤ」とはヘブライ語で「יהוה（ヤハウェ）は我が神なり」の意。
『列王記』に名が見え、バアル崇拝への熱心な反対者、יהוה（ヤハウェ）信仰の守護者として描かれる。新約聖書『ヨハネによる福音書』では、旧約聖書を代表する預言者として言及される。イスラーム教においてはイルヤース (إلياس) としてクルアーンに記述される預言者。

## 旧約聖書のエリヤ

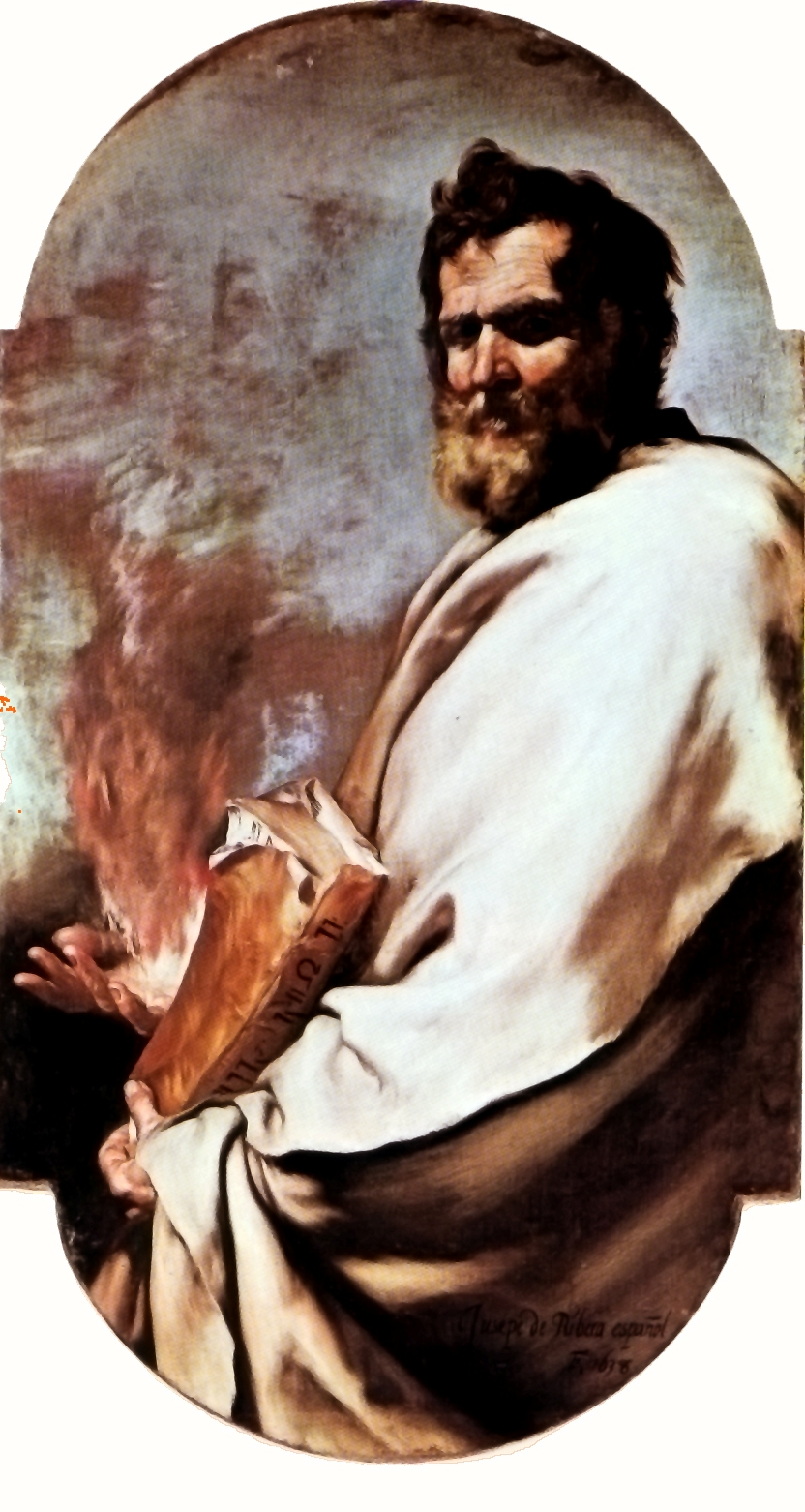
「エリヤ」（Elijah）, 1638,ホセ・デ・リベーラ作

はじめギレアデのテシベ（ティシュベ）に住み、アハブがイスラエル王国の王であったとき、預言活動を開始した。エリヤがサマリヤ地方を去ってヨルダン東岸のケリテ川のほとりに三年すんだ間、王国には雨がなく、飢饉が激しかった。エリヤはイスラエルに戻ると、アハブに求めて「バアルの預言者450人、アシラの預言者4百人、イゼベルの食卓で食事する者たち」との競争を行った。バアルの預言者たちとエリヤはカルメル山に祭壇を築いて、それぞれの神に祈ったところ、バアルからは何の答えも無く、エリヤの神（ヤハウェ）のみが天から火を降らせるという奇跡をなした。直後にエリヤはバアルの預言者を捕えるよう指示を出し、バアルの預言者たちは捕えられて処刑された。
そののち雨が降ったが、これを聞いたイゼベルは怒り、エリヤはイゼベルの怒りを避けて、ユダのベエルシバ（ベエルシェバ）へ逃れたのち、ホレブ山に身を隠した。ホレブ山でヤーウェの言葉を受けたのち、エリヤはホレブを去った。その言葉とは、ダマスコスのハザエルをシリアの王に、エヒウをイスラエルの王に、エリシャを自分の後継者となる預言者としてそれぞれに膏を注ぐ命であった。ホレブ山を降りたエリヤはエリシャと会い、これを後継者とした。
アハブがエズレルの人ナボテのぶどう畑を不当に欲し、イゼベルが無実の罪を着せてナボテを殺害した時、エリヤはアハブに会い、アハブが不当にナボテの畑を取ったことを責める神の言葉を伝えて、アハブとその家が滅びると預言した。アハブは悔いたため、災いがアハブの身に直接及ばず、その子の代に下るとの預言がエリヤに下った。のちにエリヤはつむじ風に乗って天に上げられ、エリシャはエリヤが火の馬が曳く火の戦車に乗って天に上るのを見た。二人はのち二度と会わなかった。
シリヤのハザエルはエリシャと会ってその預言を聞いた後、王ベネハダデを殺害して王位を奪い、エヒウはエリシャに膏注がれた後、叛乱してアハブの子ヨラムより王位を奪ってイスラエルの王となった。
ユダヤ教ではモーセ以後、最大の預言者とみなされた。

## 新約聖書のエリヤ
イエス・キリストの変容の際、エリヤはモーセと並んでイエスの傍にあったものとして書かれていることにも、その位置づけの大きさが伺われる。エリヤの死が聖書に記載されていないことから、1世紀当時、エリヤが再来するとの伝承があったことが、新約聖書などから知られる。洗礼者ヨハネもイエス・キリストも、一部からはエリヤの再来とみなされたようである。これはメシア預言と複合して、来るべき救世主の再来を告げるものとされた。福音書は洗礼者ヨハネをこれに比定して書かれている。
十字架上のキリストの最後の7つの言葉のうち第四の言葉が、見物人にはエリヤを呼んでいると誤解された言葉として残る。